# Vojska Crne Gore
Vojska Crne Gore predstavlja naoružani dio Snaga sigurnosti za obranu Crne Gore (uz policiju i obalnu stražu), koja djeluje u skladu s ustavom i načelima međunarodnoga prava koja određuju načela porabe sile za samoobranu. Vojska se još uvijek nalazi u procesu ustroja, nakon što je Crna Gora 2006. godine stekla neovisnost, te nakon što je došlo do ukidanja Vojske Srbije i Crne Gore. Očekuje se donošenje novoga Zakona o obrani do kraja ljeta 2007., kao i Zakona o Vojsci Crne Gore, Strategije obrane (Strategija nacionalne sigurnosti je donesena) te Vojne doktrine, koji će biti u skladu s normama NATO-a i Europske unije, ali i u duhu vojne tradicije. Vojska vuče tradiciju od crnogorske Kraljevske vojske, pa će uskoro, u skladu s tim, dobiti nove činove i odore (uniformu).
Vojska Crne Gore je potpuno profesionalna i broji 2370 djelatnih vojnih osoba (vojnika, dočasnika i časnika). Služenje vojnoga roka je dragovoljno i traje 3 mjeseca. Pričuvni sastav je relativno velik, a u slučaju potrebe, Vojska može mobilizirati do 70 tisuća pripadnika pričuvnoga sastava (tzv. rezervista).
Crna Gora je 5. lipnja 2017. godine postala 29. članica NATO-a.

## Zapovjedništvo
Vrhovni zapovjednik Vojske je Predsjednik Crne Gore. Ministar obrane je Milica Pejanović Đurišić. Prvi ministar obrane bio je sam predsjednik crnogorske Vlade Milo Đukanović.

### Glavni stožer
Glavni stožer (Generalštab) je posebna ustrojbena jedinica Ministarstva obrane Crne Gore i najviše je stručno tijelo za poslove pripreme i uporabe Vojske Crne Gore u miru i ratu. Prvi načelnik Generalštaba je general-pukovnik Jovan Lakčević, a na njegovom je čelu sada admiral Dragan Samardžić. Sjedište Generalštaba je u Podgorici.

### Mornarica Vojske Crne Gore
Mornarička baza smještena je u Baru. Zadaće Baze su zaštita teritorijalnoga mora i epikontinentskoga pojasa države Crne Gore od svih vrsta ugrožavanja, zatim doprinos regionalnoj sigurnosti na moru, kao i podrška stanovništvu u slučaju elementarnih nepogoda i spašavanje na moru. Brodovi su uglavnom zastarjeli, nasljeđeni od bivše JNA.

### Zrakoplovstvo Vojske Crne Gore
Zrakoplovna baza smještena je na aerodromu Golubovci pokraj Podgorice. Namijenjena za izvođenje zračne podrške snagama kopnene vojske i ratne mornarice u cilju ojačavanja, pomaganja i stvaranja povoljnih uvjeta za izvršenje njihovih zadataka. Osnovnu namjenu Baza ostvaruje kroz izvršenje zadataka zračne podrške:
- zrakoplovna djelovanja,
- zračnog prijevoza
- izviđanja iz zraka
- protuzračnu obranu
- zračno promatranje i javljanje

Zrakoplovstvo ima 1 helikopter Mi-8, 15 helikoptera Gazelle, 3 Utva 75 kao i 17 aviona G-4 Super Galeb koji nisu u upotrebi i bit će transportirani u Hrvatsku i Srbiju (po 6 komada svakoj). Vojska Crne Gore zadržat će samo 3-4 Super Galeba.

## Vanjske poveznice
- Službene stranice Vojske Crne Gore  Arhivirana inačica izvorne stranice od 14. veljače 2015. (Wayback Machine)